# Mount Arthur, Tasmanien
Mount Arthur är ett berg i Australien. Det ligger i regionen Launceston och delstaten Tasmanien, i den sydöstra delen av landet, omkring 180 kilometer norr om delstatshuvudstaden Hobart. Toppen på Mount Arthur är 1 188 meter över havet.
Närmaste större samhälle är Invermay, omkring 18 kilometer sydväst om Mount Arthur.
I omgivningarna runt Mount Arthur växer i huvudsak städsegrön lövskog. Runt Mount Arthur är det mycket glesbefolkat, med 2 invånare per kvadratkilometer. Genomsnittlig årsnederbörd är 1 078 millimeter. Den regnigaste månaden är augusti, med i genomsnitt 150 mm nederbörd, och den torraste är januari, med 35 mm nederbörd.